# ∞SAKAおばちゃんROCK/大阪ロマネスク
『∞SAKAおばちゃんROCK/大阪ロマネスク』（オオサカおばちゃんロック/おおさかロマネスク）は、関ジャニ∞の4枚目のシングル。2006年6月7日にテイチクレコードから発売された。

## 概要
- 前作『好きやねん、大阪。/桜援歌(Oh!ENKA)/無限大』から約9ヶ月振りのリリース。
- 前作に引き続き両A面（前作は3曲A面）シングルである。
- CDは初回限定盤、通常盤の2形態で発売。
- 表題曲「∞SAKAおばちゃんROCK」は、おもしろ・おかしく・いとおしく大阪のおばちゃんを歌った、にぎやかさ抜群でキャッチーな楽曲となっている[7]。
  - 同曲は、エムティーアイ『music.jp』とKADOKAWA『dwango』のCMソングとして起用された[8]。
  - 同曲は、関西テレビ『ほんじゃに!』のテーマソングとして起用された[8]。
  - 2ndアルバム『KJ2 ズッコケ大脱走』では、同曲の「type LAKJ2」としてアレンジバージョンが収録されており、テンポや途中のセリフが微妙に違っている。その為、本作収録バージョンは1stベストアルバム『8EST』にてアルバム初収録された。
- 表題曲「大阪ロマネスク」は、1stアルバム『KJ1 F・T・O』からのシングルカットである[6]。
  - 本作ではシングル・バージョンとして新録したものを収録している。
  - 同曲は、2018年より公益財団法人大阪観光局の『大阪観光テーマソング』として起用された[9]。
- カップリングの「いつか、また…。」は、ナイーブな少年心理を描いた楽曲となっている[8]。
  - 通常盤のみ収録。
  - 後に2ndアルバム『KJ2 ズッコケ大脱走』の初回限定盤Bの特典CDにて、「ガチンコセッション」と題し、アコースティックバージョンの同曲を完全一発録りしたスタジオセッション音源が収録された[10]。
- 2024年1月1日、デビュー20周年を記念し、過去にリリースされた全楽曲が各種音楽ダウンロードサービス、サブスクリプションサービスで配信されることに伴い、表題曲「∞SAKAおばちゃんROCK」がベストアルバム『8EST』の収録曲、「大阪ロマネスク」が『8EST』およびベストアルバム『GR8EST』の収録曲[注 2]、同年1月24日には「∞SAKAおばちゃんROCK」がアルバム『KJ2 ズッコケ大脱走』の収録曲[注 3]、「大阪ロマネスク」が『KJ1 F・T・O』の収録曲[注 4]として配信開始され、同年1月31日には本作の全収録曲の配信も開始された[11][12][13]。

### 各形態概要
| 曲名            | 形態 | 形態 |
| 曲名            | 初回 | 通常 |
| --------------- | ---- | ---- |
| いつか、また…。 | ×    | ○    |

| 特典内容           | 形態                   |
| ------------------ | ---------------------- |
| ピンナップポスター | 初回限定盤             |
| お楽しみ券A        | 初回限定盤             |
| 8Pブックレット     | 通常盤（初回プレス分） |

## 販売形態
- 発売日：2006年6月7日
  - 初回限定盤（TECH-48：CD）
    - ピンナップポスター（CDジャケットサイズ12面折り）封入
    - おたのしみA券封入

  - 通常盤（TECH-58：CD）
    - 8Pブックレット封入（初回生産分のみ）
- 発売日：2015年7月1日
  - 通常盤：再発売（JACA-5523：CD）
    - 自身の所属レコード会社を『テイチクエンタテインメント』から『INFINITY RECORDS』へ移籍したため、INFINITY RECORDSより再発売。
- 発売日：2019年7月12日
  - 通常盤：十五催ハッピープライス盤（JSNC-1504：CD）
    - 自身の配信アプリ『関ジャニ∞アプリ』対応のため、15%オフでの再発売。
- 発売日：2024年1月31日
  - 配信作品
    - デビュー20周年を記念した音楽ダウンロードサービスおよびサブスクリプションサービスでの配信[11][12][13]。

## チャート成績

### シングルチャート順位
- オリコンチャート
  - 初週170,257枚を売り上げ、2006年6月19日付の「オリコン週間 CDシングルランキング」で週間2位を獲得した[1][2]。
    - 本作で演歌シングルの初動売上最高記録を更新した[2]。

  - 2006年6月度「オリコン月間 CDシングルランキング」で月間5位を獲得した[3]。
  - 累計201,485枚を売り上げ、2006年度「オリコン年間 CDシングルランキング」で年間46位を獲得した[4][5]。

## 収録曲
※「オリジナル・カラオケ」はCD作品のみ収録。
1. ∞SAKAおばちゃんROCK - [4:51]
作詞：久保田洋司、関ジャニ∞
作曲・編曲：馬飼野康二
  - エムティーアイ『music.jp』CMソング[8]
  - KADOKAWA『dwango』CMソング[8]
  - 関西テレビ『ほんじゃに!』テーマソング[8]
  - 一部歌詞を関ジャニ∞が制作している。
2. 大阪ロマネスク [Single Version] - [4:45]
作詞：相田毅
作曲：谷本新
編曲：ha-j
  - 公益財団法人大阪観光局『大阪観光テーマソング』[9]
  - 1stアルバム『KJ1 F・T・O』収録曲からシングルカットされた[6]。
  - 前述アルバムではイントロが無く、渋谷の歌い出しから始まるが、本作ではイントロが存在しており、その後渋谷の歌い出しに繋がっている。
  - 後に2ndベストアルバム『GR8EST』にて新録バージョンを収録[14]。
3. いつか、また…。 - [4:30]
作詞・作曲：飯田建彦
編曲：大坪直樹
  - 通常盤・配信作品のみ収録。
  - 後に2ndアルバム『KJ2 ズッコケ大脱走』の初回限定盤Bの特典CDにて、同曲のアコースティックバージョンのスタジオセッション音源を収録[10]。
4. ∞SAKAおばちゃんROCK (オリジナル・カラオケ)
5. 大阪ロマネスク [Single Version] (オリジナル・カラオケ)

## メンバー作
- 関ジャニ∞
  - 「∞SAKAおばちゃんROCK」（作詞）

## 収録作品

### アルバム
∞SAKAおばちゃんROCK
- 2ndアルバム『KJ2 ズッコケ大脱走』

※アルバムバージョンを収録。
- 1stベストアルバム『8EST』

大阪ロマネスク

いつか、また…。
- 2ndアルバム『KJ2 ズッコケ大脱走』（初回限定盤B 特典CD）

※アコースティックバージョンをライブ音源で収録。

### シングル
∞SAKAおばちゃんROCK
- 24thシングル『涙の答え』（通常盤 初回プレス分）

※リミックス音源のメドレーの1曲として収録。

大阪ロマネスク

### 映像作品

#### ライブ映像
∞SAKAおばちゃんROCK
- 3rdライブDVD『Heat up!』
- 4thライブDVD『47』
- 5thライブDVD『TOUR 2∞9 PUZZLE』
- 9thライブDVD/Blu-ray『KANJANI∞ LIVE TOUR!! 8EST 〜みんなの想いはどうなんだい?僕らの想いは無限大!!〜』

※村上がソロで披露。
- 渋谷ソロ2ndライブDVD/Blu-ray『渋谷すばる LIVE TOUR 2016 歌』

※渋谷がソロで披露。
- 19thライブDVD/Blu-ray『十五祭』
- 21stライブDVD/Blu-ray『KANJANI∞ STADIUM LIVE 18祭』

※初回限定盤Bの特典DVD/Blu-rayにも収録。
- 23rdライブBlu-ray/DVD『超ARENA TOUR 2024 SUPER EIGHT』

大阪ロマネスク

#### ミュージック・ビデオ
∞SAKAおばちゃんROCK
- 3rdライブDVD『Heat up!』（初回限定盤 特典DVD）

大阪ロマネスク